# Steve Fossett

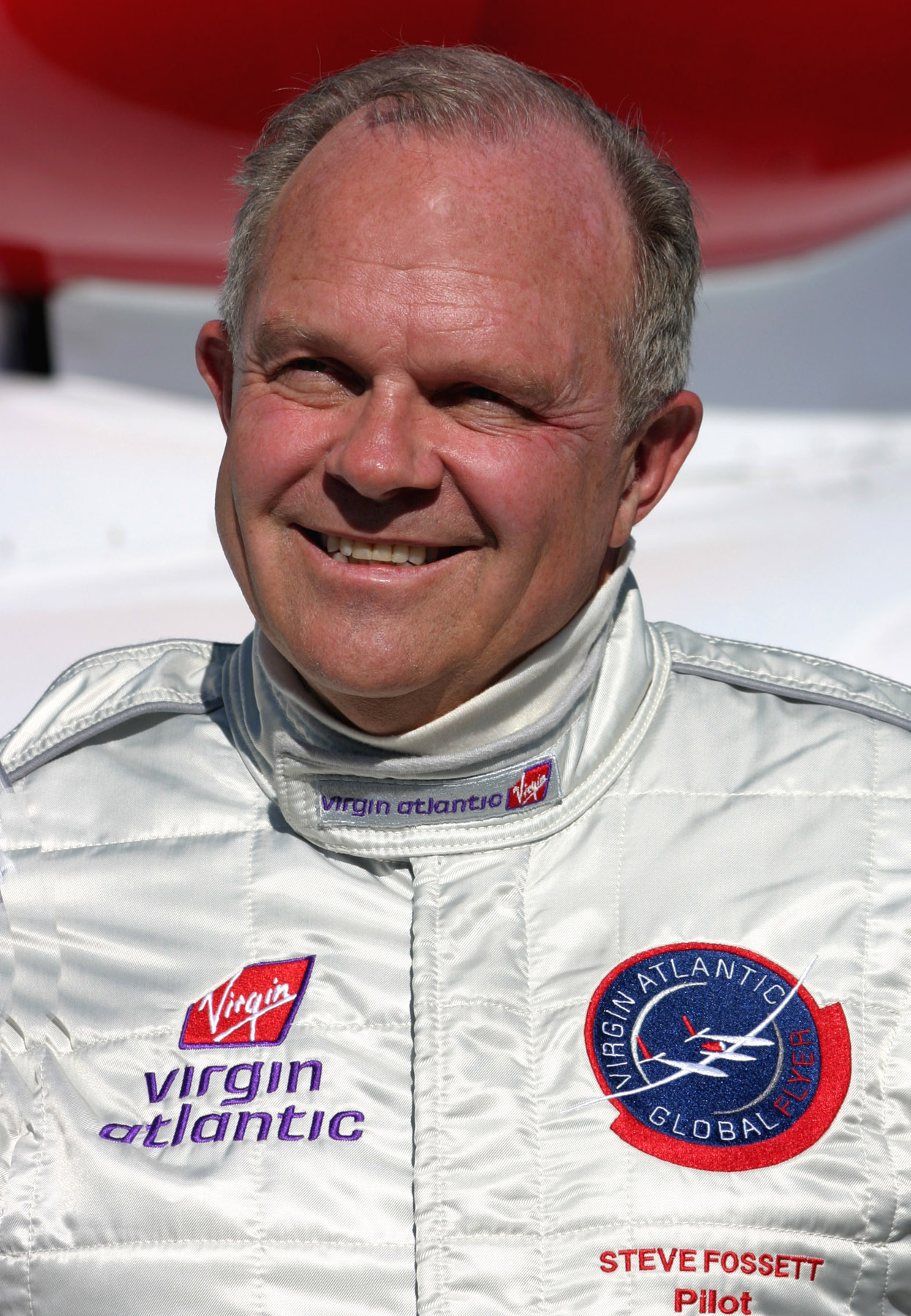
Steve Fossett, 22 oktober 2004

James Stephen (Steve) Fossett (Jackson (Tennessee), 22 april 1944 – Mammoth Lakes (Californië), 3 september 2007), was een Amerikaanse avonturier die graag wereldrecords vestigde. Hij was ook lid van de Amerikaanse scouting.
Fossett werd vermogend door zijn activiteiten op de Amerikaanse financiële markt. Hij is vooral bekend door als eerste non-stop solo rond de wereld te vliegen in een rozièreballon, maar ook als solozeiler en solopiloot. In maart 2005 vloog hij in de speciaal voor die tocht ontworpen GlobalFlyer solo en zonder bij te tanken in ongeveer 77 uur rond de wereld.

## Vermist
Op 3 september 2007 werd Fossett als vermist opgegeven, nadat hij enkele uren eerder voor een solovlucht in zijn vliegtuig was vertrokken. Omdat hij geen vluchtplan had ingediend, was het voor de hulpverleners zoeken naar een speld in een hooiberg. Bij het zoeken maakte men gebruik van door Google Earth beschikbaar gestelde actuele satellietfoto's van Nevada. Het zoeken naar het op de foto's circa 21 bij 30 pixels metende vliegtuigje werd gecoördineerd via het Amazon Mechanical Turk-project.
Op 19 september 2007 werd de intensieve zoektocht naar de avonturier zonder resultaat en zonder enig aanknopingspunt beëindigd. Van de in totaal 45 vliegtuigen en helikopters die bij het afzoeken van het gebied waren ingezet, zou er voorlopig één achter de hand worden gehouden om eventueel nog binnenkomende aanwijzingen te controleren.
Op 27 november 2007 werd bekendgemaakt dat de echtgenote van Fossett een verzoek bij de rechtbank in Chicago had ingediend om haar echtgenoot dood te laten verklaren. Peggy Fossett geloofde stellig dat haar echtgenoot niet meer in leven was. Op 15 februari 2008 werd Fossett officieel doodverklaard. Op 29 september 2008 werd bekend dat wandelaars in de Ritter Range in het oosten van Californië, nabij Mammoth Lakes, de identificatiekaart en andere persoonlijke spullen van Fossett hadden gevonden. Twee dagen later vonden reddingswerkers in de Amerikaanse staat Californië delen van het vliegtuig. Later werden ook menselijke resten gevonden in het wrak. Op 3 november deelde de politie mee dat uit een DNA-test was gebleken dat de bij het wrak gevonden botten inderdaad die van Fossett waren. Een onderzoek door de National Transportation Safety Board (NTSB) naar het verongelukken van Fossett leidde tot de conclusie dat het toestel waarschijnlijk verongelukt is door een luchtzak in combinatie met een hoge density altitude en het bergachtige terrein waar Fossett vloog.